# Trifolium subterraneum
Trifolium subterraneum là một loài thực vật có hoa trong họ Đậu. Loài này được L. miêu tả khoa học đầu tiên.

## Hình ảnh

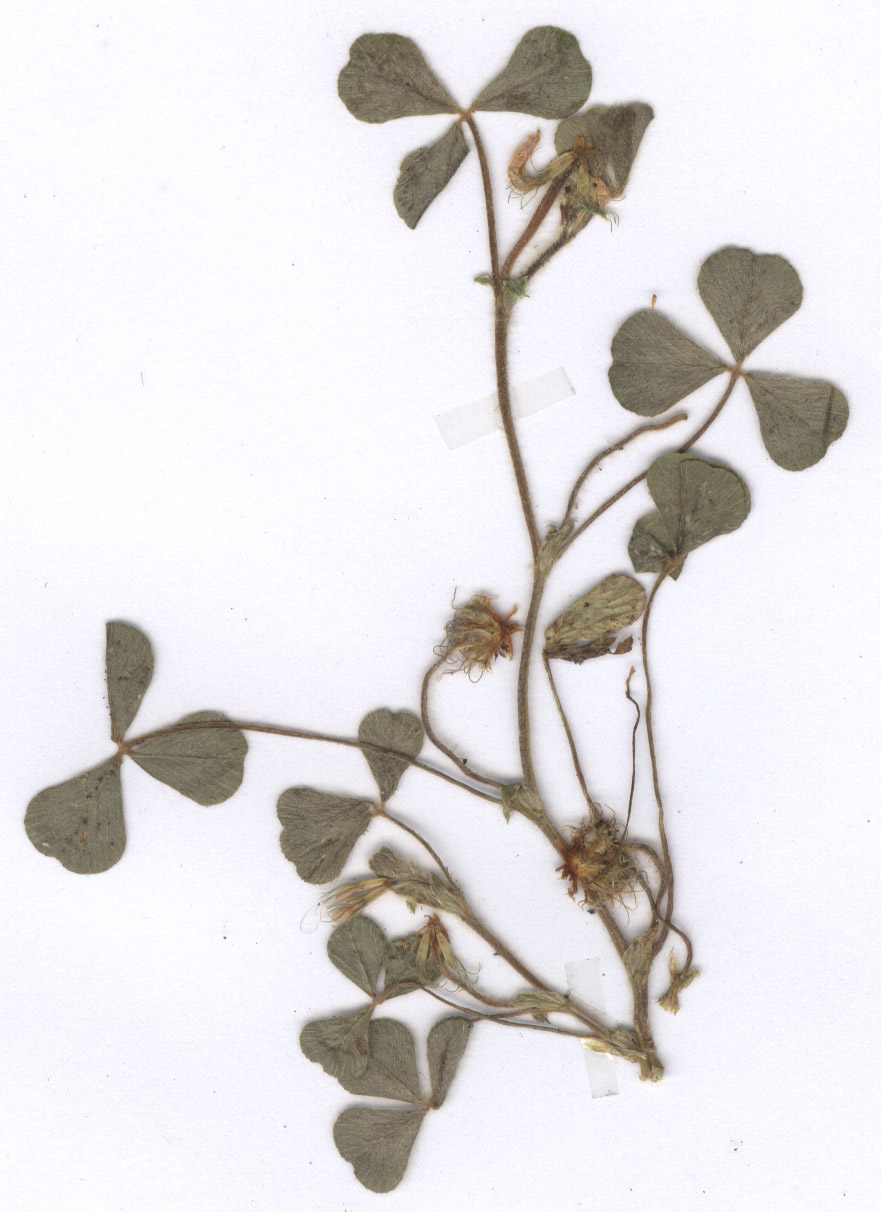
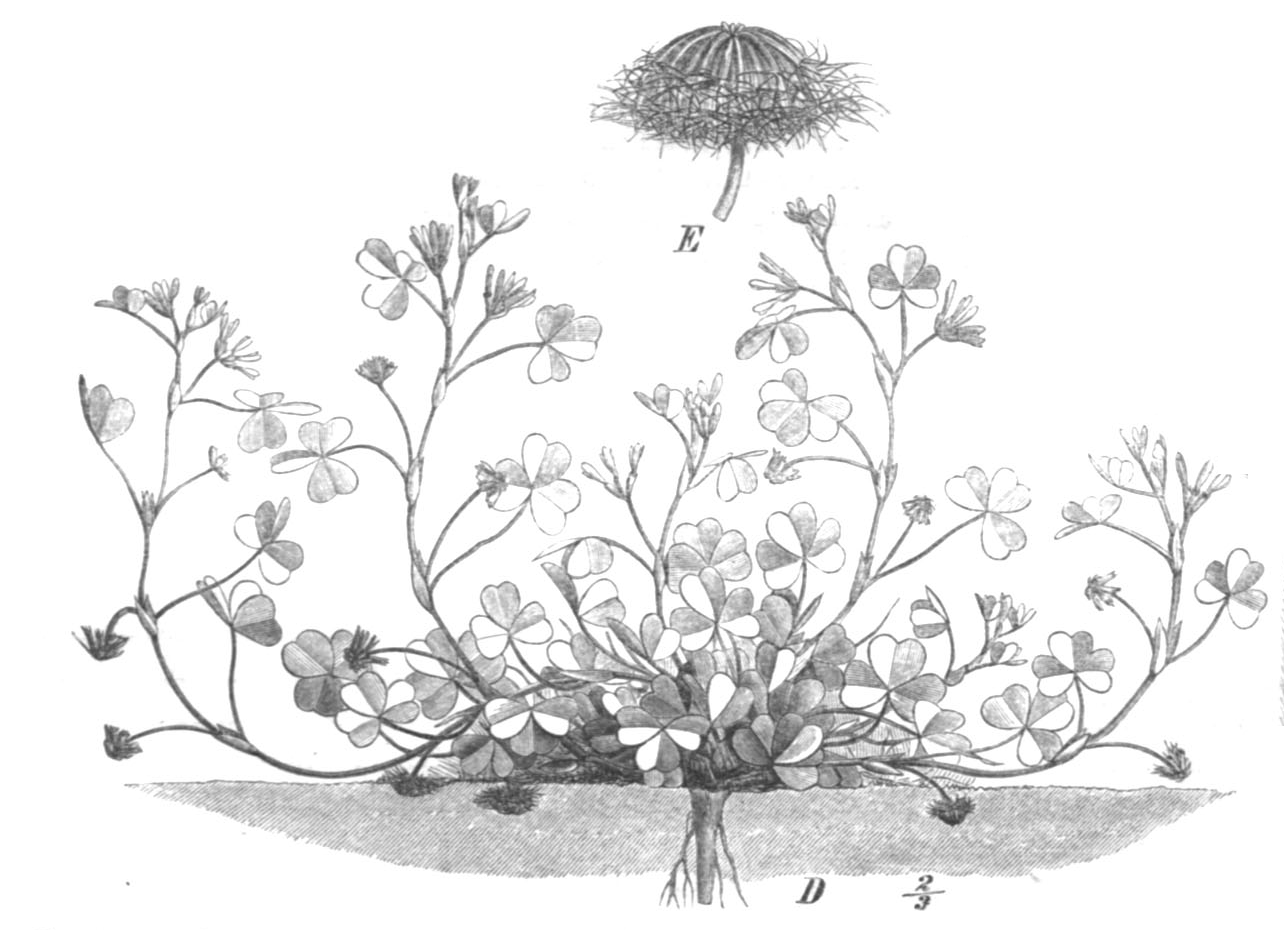
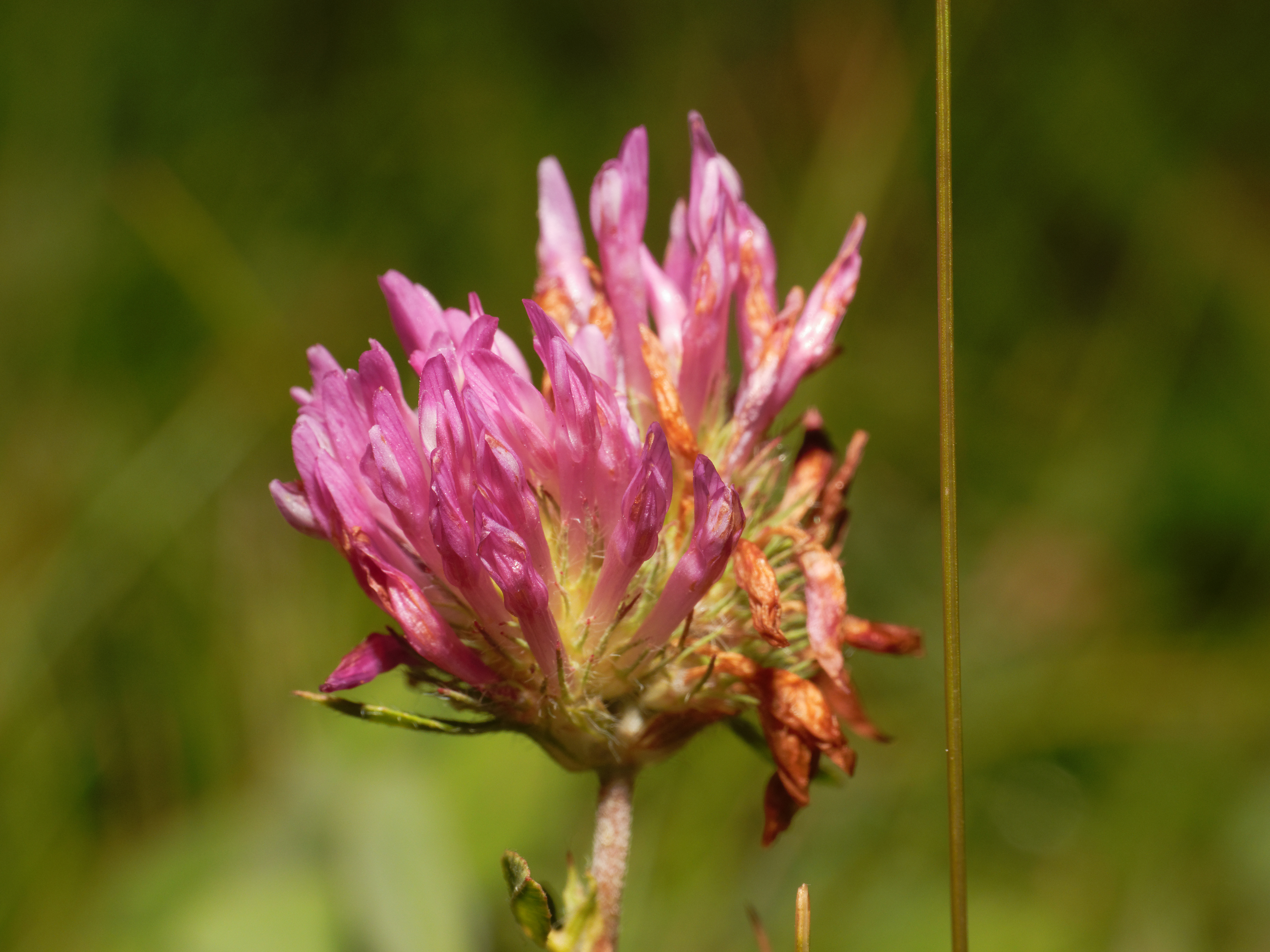
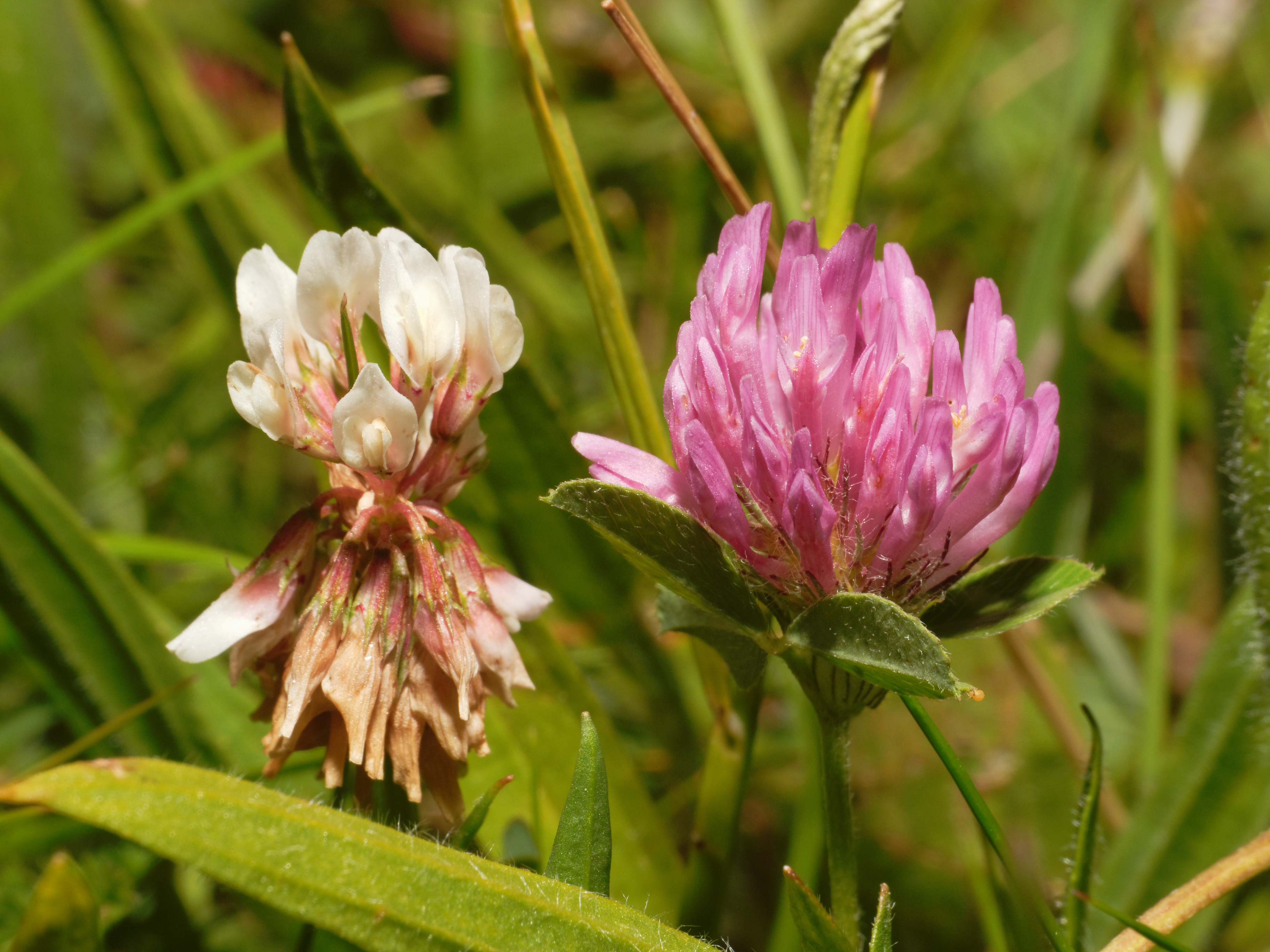
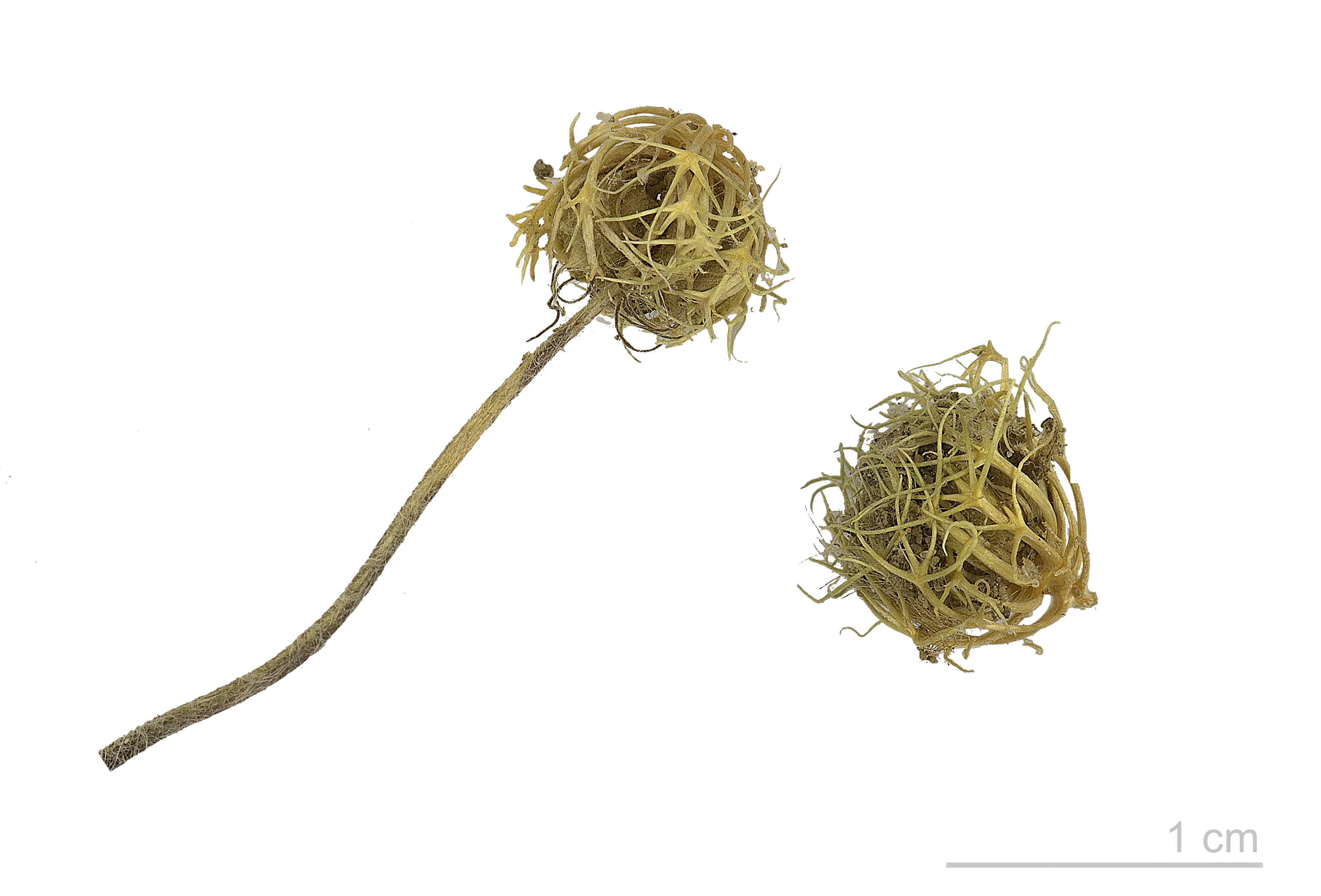
Trifolium subterraneum - Museum specimen